# Karl Klimek
Karl Klimek auch Karl J. Klimek (* 1962) ist ein US-amerikanischer Pädagoge, Bildungsberater und Sachbuchautor. Er gilt im englischsprachigen Raum als Initiator und Protagonist einer innovativen Lernmethode.

## Leben und Wirken
Karl Klimek erwarb den Bachelorabschluss an der Central Washington University in Ellensburg, den Masterabschluss an der Eastern Michigan University in Ypsilanti (Michigan) und  war als Lehrer und Bildungsberater an öffentlichen Schulen und Universitäten in Washington, Wyoming und Michigan angestellt. Danach war er als Executive Orchestrator an der Education Foundation, einer gemeinnützigen Stiftung, und als Superintendent angestellt. Er ist langjähriger Mitglied des Caine Learning Institute in Idyllwild-Pine Cove (Kalifornia) und Vorstandsvorsitzender des The Natural Learning Research Institute (NLRI).  
Seine Werke wurden im englischsprachigen Raum 15 Mal aufgelegt, ebenfalls in Australien bei der Hawker Brownlow Education in Melbourne, und sind weltweit Bestand in 912 wissenschaftlichen Bibliotheken.  Die Mitautorin des  zweiten Werks ist die ehemalige US-amerikanische Astronautin Kathryn Dwyer Sullivan – das Vorwort schrieb der ehemalige Astronaut und Senator (1974–1999) John Herschel Glenn.

## Werke (Auswahl)
als Karl J. Klimek:
- mit Renate Nummela Caine, Geoffrey Caine, Carol Lynn McClintic: 12 Brain / Mind Learning Principles in Aktion. The Fielbook for Mateing Connections, Teaching an the Human Brain. Corwin Press, Thousand Oaks 2004, ISBN 1412909848.
  - mit Renate Nummela Caine, Geoffrey Caine, Carol Lynn McClintic, Arthur Lewin Costa (Vorwort): 12 Brain / Mind Learning Principles in Action. Developing Executive Functions of the Human Brain. Sage Publications, Thousand Oaks 2008, ISBN 1412961076. – 2. erweiterte Auflage.
- mit Elsie Rizenhein, Kathryn D. Sullivan, Senator John H. Glenn (Vorwort): Generative Leadership. Shaping New Futures for Today’s Schools. Corwin Press, Thousand Oaks 2008, ISBN 1412953022.[6]